# 헨릭 외르겐센
헨릭 외르겐센(덴마크어: Henrik Jørgensen, 1966년 2월 12일 ~ )은 덴마크 출신의 축구 선수이다.
1996년 수원 삼성 블루윙즈에 입단하여 1996 시즌 한 시즌 동안 활약하였다. K리그에서 등록명은 헨릭을 사용하였는데 1996년 3월 2일 1년 계약으로 입단했지만 이운재 박철우가 떡하니 버텼던 데다 외국인 골키퍼 출전 제한 규정이 발목을 잡으며 고작 5경기에 출전하는 데 그쳤고 실점도 7실점을 기록하며 썩 좋지 않은 모습을 보여줬고 6개월 만에 퇴단했다.